# CD Condal
A CD Condal, teljes nevén Club Deportivo Condal egy megszűnt spanyol labdarúgócsapat. A klubot 1934-ben alapították és 1970-ben szűnt meg, miután összeolvadt az Atlètic Catalunyával, létrehozva ezzel az FC Barcelona Atlèticet, az FC Barcelona tartalékcsapatát. A klub legnagyobb sikere egy első osztályban eltöltött szezon.

## Statisztika
| Szezon  | Osztály | Poz. | Copa del Rey |
| ------- | ------- | ---- | ------------ |
| 1950/51 | 3ª      | 4.   |              |
| 1951/52 | 3ª      | 1.   |              |
| 1952/53 | 2ª      | 2.   |              |
| 1953/54 | 2ª      | 5.   |              |
| 1954/55 | 2ª      | 11.  |              |
| 1955/56 | 2ª      | 3.   |              |

| Szezon  | Osztály | Poz. | Copa del Rey |
| ------- | ------- | ---- | ------------ |
| 1956/57 | 1ª      | 16.  |              |
| 1957/58 | 2ª      | 5.   |              |
| 1958/59 | 2ª      | 4.   |              |
| 1959/60 | 2ª      | 10.  |              |
| 1960/61 | 2ª      | 12.  |              |
| 1961/62 | 3ª      | 2.   |              |
| 1962/63 | 3ª      | 3.   |              |
| 1963/64 | 3ª      | 8.   |              |
| 1964/65 | 3ª      | 1.   |              |
| 1965/66 | 2ª      | 7.   |              |
| 1966/67 | 2ª      | 16.  |              |
| 1967/68 | 3ª      | 1.   |              |
| 1968/69 | 3ª      | 7.   |              |
| 1969/70 | 3ª      | 5.   |              |

## Ismertebb játékosok
- Jiří Hanke
- Manuel Sanchís
- Josep Fusté
- Marià Gonzalvo
- Enric Gensana
- Dagoberto Moll